# العلاقات الأردنية مع الاتحاد الأوروبي
يعود تاريخ تأسيس العلاقات الدبلوماسية بين الأردن والاتحاد الأوروبي إلى عام 1977، حيث شهد ذلك العام توقيع اتفاقية التعاون التي دخلت حيز التنفيذ عام 1978. ويتألف الإطار الذي تنتظم داخله العلاقات الثنائية ومتعددة الأطراف بين الأردن والاتحاد الأوروبي بعدة أمور تبدأ من الشراكة اليورو متوسطية التي تم إطلاقها خلال المؤتمر اليورو متوسطي الذي عقد في برشلونة عام 1995 لإرساء سياسة طموحة ذات أهداف بعيدة المدى بهدف تدعيم التعاون بين الاتحاد الأوروبي من جهة ودول حوض البحر المتوسط من جهة أخرى، على أساس ثلاثة محاور تضمنها إعلان برشلونة وهي الشراكة السياسية والأمنية، الاقتصادية والمالية. والشراكة في الشؤون الاجتماعية، الثقافية والإنسانية. بالإضافة إلى اتفاقية الشراكة الأردنية - الأوروبية، وسياسة الجوار الأوروبي. الأولى اتفاقية توفر إطاراً شاملاً للأبعاد الاقتصادية والسياسية والاجتماعية للتعاون الثنائي بين الأردن والاتحاد الأوروبي التي وقعت بتاريخ 24/11/1997 ودخلت حيز التنفيذ بتاريخ 1/5/2002، لتحل بذلك محل اتفاقية التعاون لعام 1977. وهدف هذه الاتفاقية إقامة منطقة تجارة حرة بين الجانبين، تهيئة إطار شامل للتعاون السياسي والاجتماعي والمالية وزيادة النمو الاقتصادي. والثانية (سياسة الجوار الأوروبي) وهدفها خلق سياسة للشراكة الطموحة مع البلدان المجاورة، حيث تتيح للدول المجاورة للاتحاد الأوروبي فرصة الحصول على حصة في السوق الداخلي للاتحاد وتمهد الطريق للمزيد من التكامل والتحرير الاقتصادي، وذلك مقابل إحداث تقدم فعلي في هذه الدول والتطبيق الفعال للإصلاحات السياسية والاقتصادية والمؤسسية. وقد وضع أساس هذه السياسة المفوضية الأوروبية في إعلانها حول أوروبا الأوسع في آذار 2003.